# Christopher Ossai
Christopher Ossai est un boxeur nigérian né le 1er avril 1957.

## Carrière
Christopher Ossai est médaillé de bronze dans la catégorie des poids plumes aux Jeux africains d'Alger en 1978.
Aux Jeux olympiques d'été de 1980 à Moscou, il est éliminé au deuxième tour dans la catégorie des poids légers par l'Est-Allemand Richard Nowakowski.
Il est ensuite médaillé d'or dans la catégorie des poids super-légers aux Jeux du Commonwealth de Brisbane en 1982.
Il dispute ensuite les Jeux olympiques d'été de 1984 à Los Angeles, où il est éliminé au troisième tour dans la catégorie des poids légers par le Philippin Leopoldo Cantancio (en).